# Scopocira dentichelis
Espèce
Synonymes
- Scopocira panamena Chamberlin & Ivie, 1936

Scopocira dentichelis est une espèce d'araignées aranéomorphes de la famille des Salticidae.

## Distribution
Cette espèce se rencontre au Costa Rica, au Panama, en Colombie, au Venezuela, à Trinité-et-Tobago et au Brésil.

## Description
Le mâle mesure 3,7 mm et la femelle 3 mm.

## Publication originale
- Simon, 1900 : Descriptions d'arachnides nouveaux de la famille des Attidae. Annales de la Société Entomologique de Belgique, vol. 44, p. 381-407 (texte intégral).